# Sanchoão

Sanchoão ou Sanchuão ou ainda São João (em  pinyin: Shàngchuāndǎo; Sancian ou Chang-Chuang) é uma ilha situada no sul da Província de Guangdong, na China (longitude leste 112º47'; latitude norte 21º 39'). Com área total de 137 km2, é a maior ilha da província. Tem uma extensão de costa de 139,87 km e praias de 30 km de comprimento. A  população é de 16 320 habitantes.
A ilha de Sanchoão é conhecida como o local da morte de São Francisco Xavier. No século XVI, foi uma das primeiras bases insulares estabelecidas pelos portugueses na China. O local foi abandonado após a ocupação de Macau, em 1557.
O missionário jesuíta navarro Francisco Xavier, adoeceu a caminho de Guangzhou (Cantão) e veio a falecer em Sanchoão, a 2 de dezembro de 1552, antes de alcançar o continente. Há um parque em memória do santo - o primeiro missionário católico no Extremo Oriente. Dentro do parque há uma igreja a ele dedicada, além de um cenotáfio e uma estátua. É local de peregrinação de católicos.